# Карл фон Ауершперг-Траутзон
Карл Йозеф Франц де Паула Урсула фон Ауершперг фон Траутзон (на немски: Karl Joseph Franz von Auersperg; Carl! Joseph Franz de Paula Ursula von Auersperg Fürst von Trautson; * 21 октомври 1750; † 8 декември 1822, Виена) е 1. принц/княз на Ауершперг-Траутзон, австрийски генерал.

## Биография
Той е третият син на 5. княз Карл Йозеф Антон фон Ауершперг (1720 – 1800) и графиня Мария Йозефа фон Траутзон-Фалкенщайн (1724 – 1792), наследничка на нейната фамилия, дъщеря на княз Йохан Вилхелм фон Траутзон граф фон Фалкенщайн (1700 – 1775) и графиня Мария Йозефа Унгнад фон Вайсенволф (1703 – 1730). Брат е на княз Вилхелм фон Ауершперг (1749 – 16 март 1822), 6. княз на Ауершперг и херцог на Готшее (Kočevje), покняжен граф на Тенген и на Велс, и на граф Винценц фон Ауершперг (1763 – 1833).
Карл се жени на 2 октомври 1776 г. за принцеса Мария Йозефа фон Лобковиц (* 8 август 1756; † 4 септември 1823), дъщеря на княз Йозеф фон Лобковиц (1724 – 1802) и графиня Мария Йозефа фон Харах-Рорау-Таннхаузен (1727 – 1788). Те нямат деца.
Карл започва военна кариера и през 1789 г. е полковник. Император Леополд II го прави генерал. През неговото време са Наполеоновите войни (1803 – 1815). През кампанията в Улм през 1805 г. той защитава моста над Дунав близо до Виена от французите и получава прякора Брюкен-Карл.
На 21 декември 1791 г. Карл е осиновен от чичо му, Йохан Адам фон Ауершперг (1721 – 1795), и е определен като негов универсален наследник. През 1795 г. наследява чичо си и получава титлата княз. Принц Карл Ауершперг става главен наследник на дядо си фон Траутзон и взема името „Ауершперг-Траутзон“. През 1796 г. той е приет в австрийския Орден на Златното руно.
Понеже няма деца Карл фон Ауершперг-Траутзон осиновява племенника си принц Винценц фон Ауершперг (1790 – 1812), най-малкият син на брат му княз Вилхелм фон Ауершперг. Винценц се жени през 1811 г. за принцеса Габриела фон Лобковиц (1793 – 1863), племенницата на съпругата му Мария Йозефа фон Лобковиц. Неговият син княз Винценц Карл фон Ауершперг (1812 – 1867) го наследява.
Карл умира на 72 години на 8 декември 1822 г. във Виена.След смъртта му започва конфликт с княз Йохан Непомук Фридрих фон Ламберг, който също е женен с една дъщеря на втория княз Траутзон Йохан Вилхелм фон Траутзон (1700 – 1775). Заради конфликта господството Фалкенщайн се продава през 1799 г. на фрайхер Кристоф Йохан фон Бартенщайн, син на Йохан Кристоф фон Бартенщайн.
Дворците Траутзон принадлежат и днес на фамилията Ауершперг-Траутзон.